# Mnium reticulatum
Mnium reticulatum là một loài Rêu trong họ Mniaceae. Loài này được (Hook. f. & Wilson) Müll. Hal. mô tả khoa học đầu tiên năm 1885.